# Гамкало Зенон Григорович
Зенон Григорович Гамкало (нар. 10 грудня 1948) — український вчений-ґрунтознавець,  доктор біологічних наук, професор.

## Біографія
Народився 10 грудня 1948 року в м. Ходорів Жидачівського району Львівської області. У 1967 році закінчив Львівський технікум промислової автоматики. Після закінчення навчання проходив службу в армії з 1966 по 1969 роки, учасник бойових дій у ЧССР. Впродовж 1970—1974 року навчається у Львівському державному університеті імені Івана Франка, а з 1974 по 1975 у Московському державному університеті імені М. В. Ломоносова за спеціальністю — біологія (викладач біології і хімії).

## Наукова діяльність
Дослідницьку діяльність, присвячену оцінці впливу рентгенівського випромінювання на окисно-відновні процеси у тварин,  розпочав на першому курсі університету (1970 р.) під керівництвом проф. Ірини Шостаківської. Результати досліджень опубліковані у журналі Радиобиология. -1975.-№ 15.-С. 839-842.
З 1975 р. працює на наукових посадах у лабораторії біохімії Інституту землеробства і тваринництва західного регіону України (ІЗТЗР) в с. Оброшине коло Львова над вивченням ролі фітоестрогенів у регулюванні системи червоної крові у с.-г. тварин із застосуванням методу еритрограм, з 1983 р. — ці дослідження продовжував виконувати у лабораторії біологічно активних речовин. Із 1990 р. - завідувач лабораторії біологічно активних речовин, працює над дослідженням вмісту поверхнево-активних речовин (ПАР) в організмі с.-г. тварин та ролі ПАР в регулюванні фізіолого-біохімічних процесів у жуйних.
Кандидат біологічних наук з 1984 року за спеціальністю 03.00.13 - фізіологія людини і тварин, вчене звання "старший науковий співробітник" за спеціальністю — «Екологія» з 1994 року.
У 1989 році організовує і очолює відділ екології ІЗТЗР, де, вперше в Україні, розробляє теоретичні, методологічні та методичні засади виконання агроекологічного моніторингу в інтенсивному землеробстві з використанням Географічної мережі дослідів.
Доктор біологічних наук з 2006 року, захист дисертації на тему "Якість сірих лісових ґрунтів гемеробних екосистем та її індикація (біогеоценотичний підхід)" відбувся на спеціалізованій вченій раді Інституту ґрунтознавства та агрохімії ім. О. Н. Соколовського УААН (м. Харків) зі спеціальності 03.00.18 - «ґрунтознавство».
Під його науковим керівництвом успішно захистили дисертації на здобуття кандидата сільськогосподарських наук з екології (Тимур Бедернічек) та кандидатки біологічних наук з ґрунтознавства (Тетяна Партика).  Обоє плідно працюють за фахом у наукових і науково-дослідних установах НАН України і НААН України.
Член спеціалізованої вченої ради по захисту докторських дисертацій Д 35.051.08 при ЛНУ імені Івана Франка.
Член спеціалізованої вченої ради по захисту докторських дисертацій Д 76.051.05 при ЧНУ імені Юрія Федьковича.

### Офіційний опонент дисертацій на здобуття наукового ступеня
- доктора біологічних наук за  спеціальністю 03.00.18 — "грунтознавство" у Польчиної Світлани Михайлівної "Профільно-диференційовані оглеєні грунти Передкарпаття: генеза, варіабельність, систематика" (Чернівці, 2013) та Черлінки Василя Романовича "Цифрові моделі рельєфу в грунтознавстві: теоретико-методологічні основи та практичне застосування" (Чернівці,2019);

- кандидата біологічних наук за  спеціальністю 03.00.18 — ґрунтознавство у Казіміра Івана Івановича "Формування кислотно-основної буферності бурувато-підзолистих грунтів Південного Передкарпаття" (Чернівці, 2010 р.), Десятник Каріни Олександрівної "Вплив вапняних меліорантів на екологічні та продуктивні функціх грунтів з різною кислотно-основною рівновагою" (Харків, 2016), Попірного Максима Анатолієвича "Трансформація складу органічної речовни чорнозему типового залежно від способу обробітку грунту" (Харків, 2019);

- кандидата біологічних наук за спеціальністю 03.00.16 — екологія у Леневич Оксани Іванівни "Вплив рекреаційного навантаження на властивості ґрунтів лісових екосистем НПП «Сколівські Бескиди» (Українські Карпати)» (Львів, 2017) та Бані Андрія Романовича "Роль біогенних поверхнево-активних речовин у ремедіації нафтозабруднених грунтів та відвалів вугільних шахт (Чернівці, 2018).

Входив до складу  редакційних колегій науково-практичного журналу «Сільський господар» (Львів), Вісник Львівського університету (серія географічна). Із 2019 р.співредактор міждисциплінарного наукового журналу "Environmental Research and Technology" розділу "Environmental Engineering and Sustainable Solutions" (Туреччина) та член редакційної колегії журналу Агрохімія і ґрунтознавство// AGROCHEMISTRY AND SOIL SCIENCE (м.Харків, ННЦ ІГА імені О. Соколовського).
Рецензував наукові статті для журналів "Soil Science Society of America Journal",  "International Journal of Plant & Soil Science",  "Archives of Agronomy and Soil Science" (Taylor & Francis), "Polish Journal of Agronomy" та інші.

## Викладацька діяльність
1995 р. — доцент кафедри географії ґрунтів Львівського державного університету імені Івана Франка. Читає авторські курси лекцій   “Хімія геосфер”, “Біосферологія”, "Біогеохімія", "Екологія", “Фізико-хімічні методи досліджень”, " Екологічна якість грунту" для студентів спеціалітету, бакалаврату і магістратури. Зі 2006 професор кафедри ґрунтознавства і географії ґрунтів Львівського університету імені Івана Франка. Працює над розробкою методичного забезпечення виконання практичних і лабораторних робіт з хімії атмосфери, хімії гідросфери, хімії педосфери. З 2012 року працює професором кафедри раціонального використання природних ресурсів і охорони природи.

## Нагороди та членство
- Пам'ятна медаль «До 50-річчя Інституту меліорації» (Фаленти, Республіка Польща);
- Грамота Ректора ЛНУ імені Івана Франка за "Найкращий навчальний посібник гуманітарного напряму 2008—2009 року «Екологічна якість ґрунту»;
- Подяка Ректора ЛНУ імені Івана Франка за багаторічну сумлінну працю та вагомі здобутки у науково-педагогічній діяльності (2008 р).

## Публікації
Автор понад 250 наукових та навчально-методичних праць, зокрема:
- Hamkalo Z., Bedernichek T. Total, cold and hot water extractable organic carbon in soil profile: Impact of land-use change/Zemdirbyste-Agriculture, June 2014.
- Гамкало З. Г. Хімія геосфер. Практикум: навч.-метод. посіб. / З. Г. Гамкало. — Львів: ЛНУ ім. Івана Франка, 2017. — 276 с.
- Лабільна органічна речовина ґрунту: теорія, методологія, індикаторна роль: монографія/ Тимур Бедернічек, Зенон Гамкало. — Київ: Кондор, 2014. — 180 с.
- Екологічна якість ґрунту: навчальний посібник. — Львів: Видавничий центр ЛНУ імені Івана Франка, 2009.  412 с. Рекомендований МОН України як навчальний посібник для студентів географічних спеціальностей вищих навчальних закладів (Лист № 1.4/ 18 Г-116 від 17.01.2008 р.).
- Нетрадиційні та відновлювальні джерела енергії //Львівська область: природні умови та ресурси, Розділ 7 /Ю.Башинська, З.Гамкало.  - Львів: Видавництво Старого Лева, 2018. — 592 с.